# Txti
txtiはアメリカ合衆国オハイオ州の法律に基づいて運営される、テキスト共有サービスである。

## 概要
作者によると、txtiは誰でも高速かつ無料なホームページを作ることを目標として作成された。簡素なデザインであることは接続速度が遅い回線であってもアクセス可能であるように配慮されたものである。
25行のJavaScriptによって構築されたCMSを使用しており、Markdownを使用可能である他、Imgurなどの画像共有サービスを用いて画像を表示させることが可能である。